# Fīrūzābād (kommunhuvudort)
Fīrūzābād (persiska: فیروز آباد) är en kommunhuvudort i Iran.   Den ligger i provinsen Fars, i den centrala delen av landet, 800 km söder om huvudstaden Teheran. Fīrūzābād ligger 1 330 meter över havet och antalet invånare är 66 558.
Terrängen runt Fīrūzābād är varierad. Runt Fīrūzābād är det ganska glesbefolkat, med 24 invånare per kvadratkilometer. Fīrūzābād är det största samhället i trakten. Omgivningarna runt Fīrūzābād är i huvudsak ett öppet busklandskap.